# Bánh đa cua

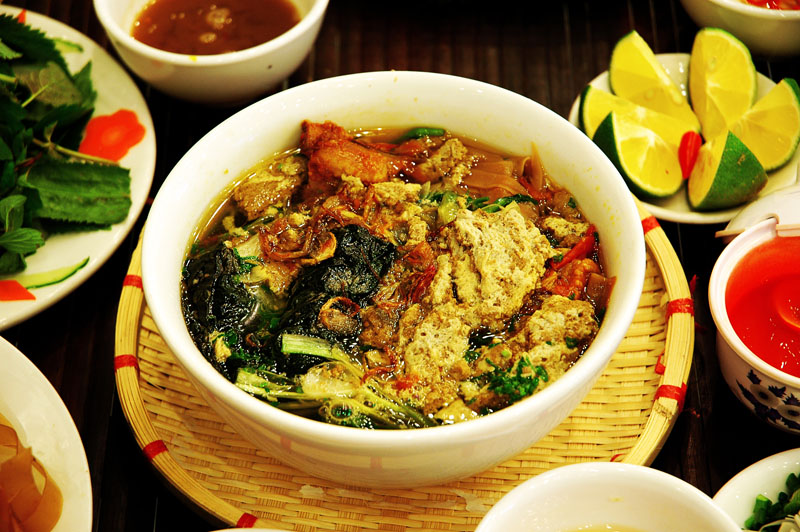
Bánh đa cua

Bánh đa cua, hay canh bánh đa, là một trong những món ăn phổ biến và đặc trưng trong ẩm thực Hải Phòng.
Món bánh đa cua (bánh đa cua đồng hoặc bánh đa cua bể) kiểu Hải Phòng có thể xem là phiên bản phổ biến nhất của món canh bánh đa đỏ nói chung. Một số phiên bản ít phổ biến hơn của món canh bánh đa đỏ là lẩu cua đồng (có thể xem là một biến thể hiện đại của món bánh đa cua đồng) và canh bánh đa đỏ tôm sườn.
Món bánh đa cua (theo truyền thống địa phương luôn sử dụng cua đồng và bánh đa đỏ) và nem cua bể (theo phong cách địa phương hay được gói kiểu hình vuông giống như chiếc bánh chưng ngày Tết) được nhiều người xem là hai món ăn có tính đại diện rõ nhất cho phong cách chế biến ẩm thực của Hải Phòng. Lý do có thể bởi những ai từng thưởng thức hai món này khi được những người sành về ẩm thực Hải Phòng chế biến thì họ không chỉ bị chinh phục về vị giác ở cái ẩm vị đặc biệt của một bát bánh đa cua hay một đĩa nem cua bể đúng phong cách Đất Cảng mà còn bị lôi cuốn ở khía cạnh thị giác bởi tính thẩm mỹ của chúng. Bởi vì, một bát bánh đa cua được chế biến kết hợp cả yếu tố truyền thống lẫn hiện đại đúng phong cách Hải Phòng thực sự là một bức tranh tổng hòa đa hình dạng, đa sắc màu rất bắt mắt, phong phú của các nguyên liệu. Cả hai món ăn này đều có sự kết hợp hài hòa giữa tính truyền thống và hiện đại, tính dân dã hòa trộn với nét tinh tế thanh lịch.

## Thành phần

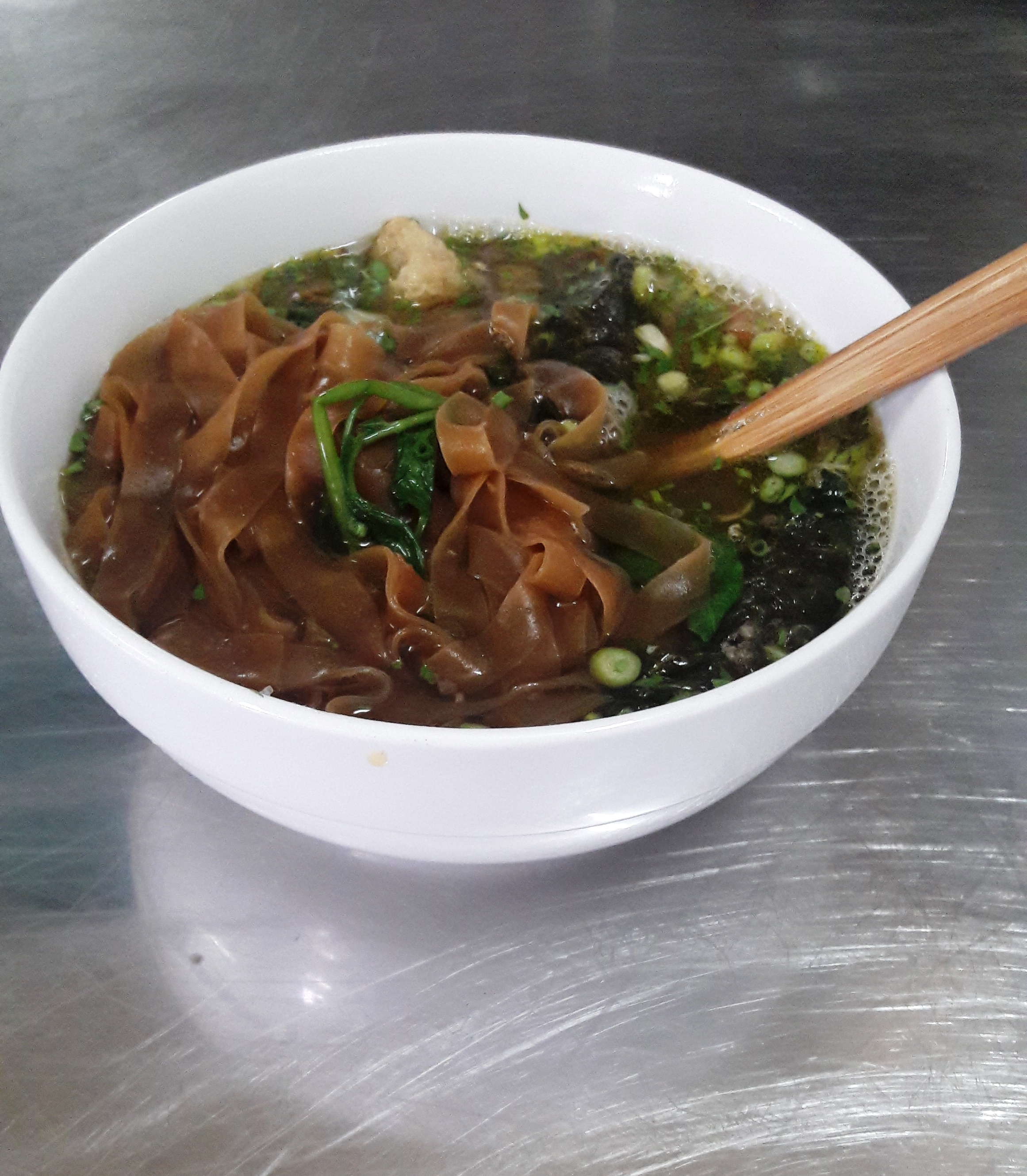
Một bát bánh đa cua kiểu Hải Phòng đã được chủ quán chan ngập nước dùng sôi nóng từ trước khi bày ra bàn ăn, khác với phong cách "tự phục vụ" của thực khách như trong cách thưởng thức món lẩu cua đồng kiểu Hải Phòng.

Các thành phần cơ bản và nguyên liệu làm bánh đa cua bao gồm các nhóm:
- Cua đồng: chọn cua béo, phần yếm cua đầy đặn. Cua cái cho lượng thịt và gạch nhiều hơn cua đực.
- Bánh đa đỏ. Tạo nên sự khác biệt cho món canh bánh đa cua chính là bánh đa đỏ. Cách chế biến bánh đa đỏ mỗi nơi có một bí quyết riêng. Dư Hàng Kênh được cho là vùng làm bánh đa đỏ chính của Hải Phòng.
- Nguyên liệu, gia vị nấu nước riêu cua: xương ống lợn, tôm nõn, me, bột nêm, muối, dầu ăn, mắm tôm, tỏi khô, hành khô, cà chua, hành phi. Một số nơi còn gia thêm vài tai nấm hương.
- Một số loại rau nhúng, chần tái cho vào bát (rau rút, rau cần, rau muống)
- Rau, gia vị ăn kèm: mắm tôm, ớt chưng, ớt ngâm dấm, rau sống các loại (rau xà lách, rau ghém làm từ thân cây chuối xắt mỏng, rau kinh giới, giá đỗ v.v.), chanh, quất.

+ Tương ớt cũng là 1 thành phần không thể thiếu trong món bánh đa ngày nay nhất là với các tín đồ ăn cay Khi vừa được thưởng thức nước bánh đa béo ngậy ngọt lành với một thứ nước cay cay thật đậm đà đúng chất của người dân biển cảng Hải Phòng. 
- Một số đồ ăn kèm khác tùy theo nhu cầu của thực khách: chả lá lốt, trứng, thịt chân giò, giò tai v.v.